# Новониколаевка (Дружковская городская община)
Новоникола́евка (укр. Новомиколаївка) — посёлок в Дружковской городской общине Краматорского района Донецкой области Украины.

## Общие сведения
Население по переписи 2001 года составляло 118 человек. Почтовый индекс — 84297. Телефонный код — 6267.

## Местная власть
84205, Донецкая область, Краматорский район, г. Дружковка, ул. Соборная, 16.